# Edward Pigot
Edward Francis Pigot (ur. 18 września 1858 w Dublinie, zm. 22 maja 1929 w Sydney) – australijski astronom, meteorolog, sejsmolog i jezuita pochodzenia irlandzkiego.

## Życiorys
Był synem Davida Pigota, szefa sądu  i Christiny, córki lekarza Jamesa Murraya. Jako że pochodził z bogatej i dobrze usytuowanej rodziny, bardzo wcześnie rozpoczął edukację. Był uczony przez prywatnych nauczycieli. Jako że rodzice byli pasjonatami muzyki, szybko nauczył się grać na pianinie. Studiował sztukę i medycynę w Trinity College w Dublinie. W 1879 roku uzyskał tytuł Bachelor of Arts a w 1882 roku Bachelor of Medicinie. Uczęszczał również na wykłady z astronomii, prowadzone przez Roberta Balla. Po odbyciu praktyk w Royal London Hospital wrócił do Irlandii i rozpoczął pracę jako lekarz w rodzinnym mieście. W 1885 roku wstąpił do zakonu jezuitów, rozpoczynając nowicjat w Dromore. Nauczał na University College Dublin, ale w 1888 roku wyjechał do Australii. Kontynuował pracę nauczyciela w St. Francis Xavier's College w Melbourne. W 1889 roku przeniósł się do Sydney, gdzie nauczał w St. Ignatius College, położonym w dzielnicy Riverview. W 1892 roku wrócił do Europy i rozpoczął studia filozoficzne na Jersey i teologiczne w Dublinie. W 1898 roku otrzymał święcenie kapłańskie a rok później zgłosił się na ochotnika do wzięcia udziału w misji chińskiej. Po przybyciu do Chin pracował w Obserwatorium Astronomicznym w Szanghaju. W 1903 roku musiał, ze względu na problemy zdrowotne, opuścić Azję i wrócił do Australii. Pracował w obserwatorium w Melbourne i uczył w St. Ignatius College. Po roku, gdy poprawił się stan jego zdrowia, wrócił do Szanghaju i do pracy w miejscowym obserwatorium. Przebywał tam przez trzy lata. W 1907 roku po raz kolejny przeniósł się do Australii. 
W czasie drogi powrotnej zatrzymał się na Filipinach i odwiedził miejscowe obserwatorium, również prowadzone przez jezuitów. Zainspirowany ich przykładem postanowił stworzyć obserwatorium w Riverview, które spełniałoby wszystkie międzynarodowe standardy. W 1908 roku rozpoczął prowadzenie zaawansowanych obserwacji meteorologicznych. Nie mógł prowadzić badań dotyczących ziemskiego pola magnetycznego z powodu bliskości linii tramwajów elektrycznych. W tej sprawie skontaktował się z Akademią Nauk w Getyndze, która posiadała wówczas jedyną, w pełni wyposażoną, stację sejsmologiczną na półkuli południowej. Mieściła się ona w Apii na wyspach Samoa. Dzięki pomocy Louisa Francisa Heydona, udało mu się w 1909 roku uruchomić nowoczesną stację sejsmologiczną w Australii. Jest ona nadal aktywna. Pigot brał również udział w kilku ekspedycjach naukowych, których celem była obserwacja zaćmień słońca. W celach naukowych współpracował z obserwatoriami z Europy i Ameryki Północnej. Badał również niewielkie przesunięcia powierzchni Ziemi i trzęsienia ziemi. We współpracy z Leo Cottonem przeprowadzał pomiary dotyczące ugięcia skorupy ziemskiej. Eksperymentował z wahadłem Foucaulta.
Pigot był członkiem kilku instytucji naukowych. Od 1921 roku był członkiem Australian National Research Council. Należał też do Royal Society of New South Wales oraz był przewodniczącym lokalnego oddziału Brytyjskiego Stowarzyszenia Astronomicznego. Brał udział w wielu konferencjach naukowych, na przykład w Ogólnopacyficznym Kongresie Naukowym, który miał miejsce w Tokio w 1926 roku. W latach 1925–1929 poświęcił się mierzeniu promieniowania słonecznego. W czasie prac nabawił się zapalenia płuc, w wyniku którego zmarł. Został pochowany na cmentarzu w Gore Hill.